# 高従誨
高 従誨（こう じゅうかい）は、十国荊南の第2代王。武信王高季興の長男。

## 生涯
乾貞2年12月15日（929年1月28日）、高季興が死去するとその地位を継承した。高季興の末年はそれまで臣従していた後唐との関係に亀裂が生じており、呉に対して臣下の礼を取っていたが、後唐と呉の国力の差を考慮し、即位した高従誨は後唐に帰順する政策を採用し、後唐から荊南節度使兼侍中に任じられ、長興3年（932年）には渤海王に封じられている。更に応順元年（934年）には南平王に冊封された。
荊南は地理的に狭く、また兵力も十分でなかったが、当時の交通の要衝であり、毎年各地方から中原へ朝貢する使者が通過する場所であった。高季興・高従誨は使者を襲い財物を略奪する行為を繰り返し、使節を派遣した政権が報復攻撃に出るや奪ったものを返還していた。
その後、後唐・後晋・遼・後漢が先後して中原を割拠し、南漢・閩・呉・南唐・後蜀がすべて皇帝を称したのに対し、高従誨はそれらの臣下としての立場を堅持したため、他国より高頼子あるいは高無頼と呼ばれることとなった。
乾祐元年（948年）に死去、享年58。尚書令と文献王の諡号が贈られ、三男の高保融が地位を継承した。

## 家族

### 男子
- 高保勲
- 高保正
- 貞懿王 高保融
- 高保紳
- 高保寅
- 高保緒
- 高保勗
- 高保節
- 高保遜
- 高保衡
- 高保膺

### 女子
- 高氏（王保義の子の王恵範にとついだ）